# Каннингем, Уорд
Го́вард Ка́ннингем (англ. Howard G. Cunningham), или Уорд Каннингем (англ. Ward Cunningham; род. 26 мая 1949, Мичиган-Сити, Индиана, США) — американский программист, изобретатель технологии вики, один из пионеров в области паттернов и экстремального программирования.

## Биография
Каннингем родился 26 мая 1949 года в городе Мичиган-Сити в штате Индиана. Получил степень бакалавра в Университете Пердью в Уэст-Лафейетте в штате Индиана.
В конце 1980-х годов начал разрабатывать концепцию вики. Впервые реализовал её на практике в середине 1990-х годов. 25 марта 1995 года был открыт первый сайт «Портлендское хранилище образцов» программного кода, работающий на этой технологии, для чего был написан первый вики-движок WikiWikiWeb. Каннингем объяснил выбор названия движка тем, что он вспомнил работника международного аэропорта Гонолулу, посоветовавшего ему воспользоваться вики-вики шаттлом — небольшим автобусом, курсировавшим между терминалами аэропорта. Слово «wiki» на гавайском языке означает «быстро». Каннингем же планировал сделать движок, позволявший пользователям максимально быстро редактировать и создавать статьи.
С 2003 по осень 2005 года работал в корпорации Майкрософт. С октября 2005 - 2007 год — директор фонда Eclipse Foundation. С 2007 года по настоящее время является главным инженером компании AboutUs.

## Интересные факты
- Уорд Каннингем считается автором шуточного закона, названного в его честь. Закон гласит: «Лучший способ найти правильный ответ в Интернете — не задать вопрос, а разместить заведомо неправильный ответ»[2].  В своё время Стивен Макгиди озвучил Закон Каннингема и заметил, что по иронии Википедия является лучшим тому доказательством[3], хотя сам Каннингем ссылался на взаимодействия Usenet[4].
- У Каннингема есть лицензия радиолюбителя экстра-класса, выданная Федеральной комиссией по связи США. Его позывной сигнал — K9OX[5][6][7].